# قصر البريج
قصر البريج:' هي قرية عربية من قرى الجمهورية العربية السورية في محافظة حلب في سوريا وتتبع إدارياً لمدينة تادف وينحدر كل أهلها من عشيرة البوسبيع البوشعان الزبيدية.القحطانيه

## معلومات عن قرية قصر البريج

### االموقع
تقع في الجمهورية العربية السورية وتتبع لمحافظة حلب - منطقة الباب - ناحية تادف. وتبعد هذه القرية عن مدينة حلب حوالي 46 كم باتجاه الشرق محاذاة بطريق الباب ومروراَ بــ تادف وهي تابعة لناحية تادف وتبعد عن مطار حلب حوالي 44 كم على الخط السريع أوتوستراد حلب _ الرقة. نصف ساعة من مطار حلب الدولي إلى وسط القرية.

### الزراعة
تشتهر بزارعة الزيتون وزيتها من أفضل الزيوت بالعالم وأيضاَ هناك زراعة أنواع أخرى من الأشجار مثل الفستق الحلبي والعنب والجوز والرمان بالأضافة إلى زراعة الشعير والقمح والكمون والعدس ويزرع فيها الخضار الموسمية كونها ولله الحمد أرض خصبة صالحة للزراعة.

### الخدمات
تتوفر فيها جميع الخدمات مثل الكهرباء والهاتف ومياه الشرب ويصلها طريق أسفلتي يربطها بالقرى والمدن المحيطة.

### التعليم
تحتوي على مدرسة للتعليم الأساسي وأخرى للتعليم الثانوي(ثانوية). ازداد الإقبال على التعليم مؤخراً، وأصبح عديد من أبناء القرية يحملون الشهادات العليا كالطب والهندسة والعلوم والأداب والحقوق والاقتصاد  ماجستير إدارة أعمال ومختلف الاختصاصات.

### العمران
تشتهر هذه القرية بعمرانها الجميل بنظام الفلل المكسوة بالحجر السوري الرائع.

### السكان
أهل هذه القرية 90% منهم مغتربين بين الخليج العربي ولبنان والأردن وأوروبا بقصد العمل أو الدراسة وأغلبهم تحديداً في المملكة العربية السعودية. يعمل أغلبهم  بمهنة تركيب البلاط أو يعملون في مجال المقاولات _أو تجارة_ البلاط والسيراميك والرخام وهناك من هم بمهنة دكتور – مهندس – معلم - تجارة السيارات وجزء بسيط منهم يعمل في سورية.

### اللغة
اللغة العربية 100% (اللهجة قريبة للعراقية).

### العادات والتقاليد
- عادات بدوية عربية أصيلة كالشهامة والنخوة والفزعة وإكرام الضيف.
- الزي الرسمي للرجال: هو الثوب العربي (الجلابية) أضافة إلى الشماغ + الغترة (الجمدانة) والعقال، أضافة إلى البدلة الرسمية

ولبس النساء: الزي الريفي التقليدي 
- يجتمعون أهلها:

- في الأعياد (عيد الفطر السعيد وعيد الأضحى المبارك)
- وفي المناسبات أفراح الأعراس تقام الحفلات الموسيقة والأغاني الشعبية أو يجتمعون الرجال في ساحة على أيقاع الطبل والمزمار ،ويرقصون رقصات خاصة الدبكة (الولدة – القوصار).
- وفي مجالس العزاء لمدة 3 ثلاثة أيام يدفنون الميت سويأ وفقأ للدين الإسلامي والسنة المحمدية ويصنعون الطعام لاهل الميت
- وفي المساجد لصلاة الجمعة.

## أحداث هامة
- صباح يوم 22 تموز 2015 ارتكب طيران النظام السوري مجزرة مروعة في قرية "قصر البريج" بعد ان استهدفها بأربع حاويات متفجرة من الطيران المروحي، خلفت 18 شهيد و35 جريح غالبيتهم العظمى من الأطفال.

## وصلة خارجية
‌